# Joachim Ripperda

Wapen van Ripperda

Baron Joachim Ripperda (1625/26 - Westminster, 12 april 1661), heer van Farmsum, was in 1660 als buitengewoon ambassadeur der Staten-Generaal betrokken bij de Dutch Gift aan Karel II van Engeland, samen met Simon van Hoorn uit Amsterdam en Michiel van Gogh uit Vlissingen.
Hij was de zoon van baron Hero Maurits I Ripperda heer van Farmsum en freule Anna Margaretha Rengers, erfvrouwe van Hellum en Schildwolde. Hij studeerde samen met zijn broer Edzard in Bremen.
Hij was getrouwd met freule Anna Helena van Isselmuiden en had één zoon: Hero Maurits II Ripperda, heer van Farmsum en Hellum.